# Llengües txadianes
Les llengües txadianes o txàdiques són una branca de la família afroasiàtica. Són llengües que es parlen al centre nord d'Àfrica i tenen unes característiques comunes. De totes les branques de la família afroasiàtica és la més extensa i més desconeguda.
La llengua més parlada d'aquesta branca és el haussa, que s'utilitza com a llengua franca, és a dir, com a llengua de comprensió intercultural, en una bona part de l'Àfrica occidental.
Segons el lingüista P. Newman, el kujarge s'inclouria en aquest grup, una hipòtesi encara no demostrada.

## Localització
Es parlen al nord de Nigèria, al Níger, al Txad, a la República Centreafricana i al Camerun. Tot aquest territori correspon a la part pintada de verd fosc al mapa de la dreta.

## Característiques
Les característiques comunes des del punt de vista gramatical en són l'ordre de la frase, en què el posseïdor actua de nucli en la seqüència subjecte-verb-objecte, i la modificació de la conjugació verbal segons el tipus de complement que aparegui en l'oració.

## Classificació

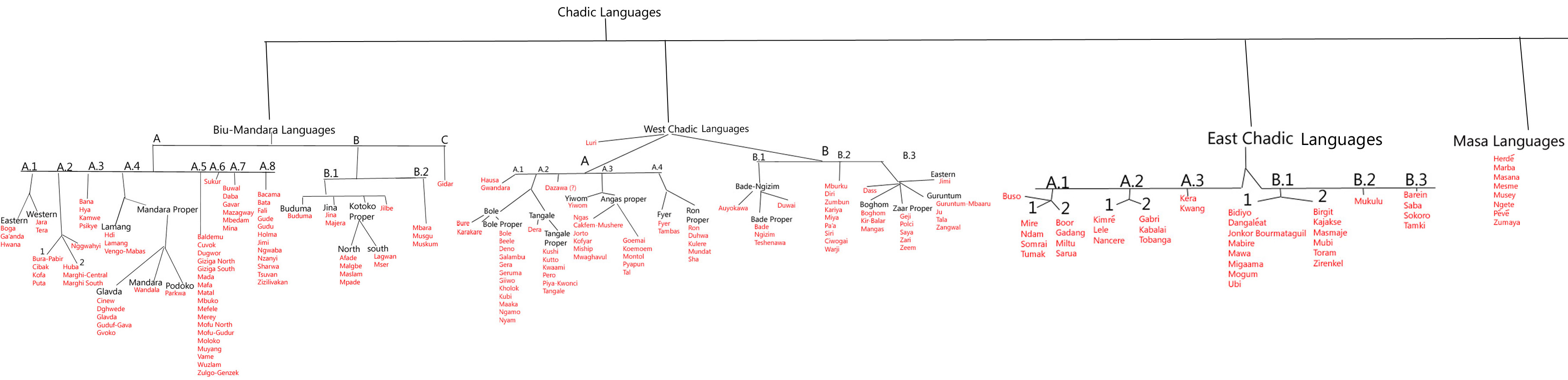
Classificació de les llengües txadianes

La txadiana és, potser, la branca més desconeguda de les llengües afroasiàtiques. La taxonomia en recull moltes opinions i dubtes, ja que és una branca que comprèn molts idiomes i la majoria d'aquests són completament desconeguts pels lingüistes.
Les llengïes txàdiques es divideixen en quatre grups:
- Llengües txadianes occidentals
- Llengües biumandares
- Llengües txadianes orientals
- Llengües masses

O bé:
- Occidentals
- Centrals
- Massa
- Orientals
  - A
  - B

## Llengües txadianes
- Angas
- Bade
- Bata
- Bole
- Buduma
- Bura
- Daba
- Dangaleat
- Gudu
- Guruntum
- Gidar
- Haussa
- Herdé
- Higi
- Kamwe
- Kera
- Mandara
- Marba
- Margi
- Mawa
- Mesme
- Mire
- Mukulu
- Musgu
- Mussei
- Nancera
- Ngete
- Pevé
- Ron
- Saba
- Sokoro
- Somrai
- Tangale
- Tobanga
- Tumak
- Wariji
- Zaar
- Zumaia